# فروسیال
فِروسیال یا فِروفلوئید (به انگلیسی: Ferrofluid) (ترکیبی از دو واژهٔ فرومغناطیس و فِلوئید به معنای شاره یا سیال) یا فرومغناطیس سیال، شاره‌ای است که در حضور یک میدان مغناطیسی به شدت مغناطیده می‌شود. فروسیال مخلوطی کلوئیدی، متشکل از ذرات فرومغناطیسی در ابعاد نانو یا ذرات فرومغناطیسی معلق در یک مایع حامل (معمولاً یک حلال آلی یا آب) است. هر ذره کوچک کاملاً پوشیده از سورفاکتانت است تا مانع لخته شدن شود. زمانی که این مایع در میدان مغناطیسی قوی قرار می‌گیرد، ذرات فرومغناطیسی لخته‌های بزرگی را تشکیل می‌دهند و به این صورت می‌توان ذرات فرومغناطیسی بزرگ را از مخلوط کلوئیدی همگن جدا کرد. جاذبه مغناطیسی بین نانوذرات به اندازه‌ای ضعیف است که نیروی واندروالسی سورفاکتانت  برای جلوگیری از توده‌ای شدن یا لخته شدن کفایت می‌کند.
فروسیال معمولاً تازمانی که در یک میدان مغناطیسی خارجی قرار نگرفته‌است، خاصیت مغناطیسی خود را حفظ نمی‌کند و به همین دلیل در هنگام طبقه‌بندی، به جای گروه فِرومغناطیس‌ها در گروه ابرپارامغناطیسها (Superparamagnet) قرار می‌گیرد.
تفاوت بین فروسیال‌ها و مایعات مغناطیسی یا همان مایع‌های MR اندازه ذرات آن‌هاست.
ذرات موجود در فروسیال‌ها عمدتاً ذراتِ نانو هستند که با حرکت بروانی در مایع معلق می‌باشند و به‌طور کلی در شرایط معمولی ته‌نشین نمی‌شوند. در حالی که ذرات تشکیل دهندهٔ مایعات مغناطیسی عمدتاً در مقیاس میکرومتر هستند که برای معلق ماندن با حرکت براونی بسیار سنگینند، و به مرور زمان به دلیل تفاوت چگالی ذاتی بین ذرات تشکیل دهنده و سیال حامل، ته‌نشین می‌شوند. از این رو ماده‌های فروسیال و مایعات مغناطیسی کاربردهای متفاوتی دارند.
فرایندی برای ساخت یک فروسیال در سال ۱۹۶۳ توسط استیوپاپل از ناسا(NASA)ابداع شد تا سوخت موشکی مایعی ایجاد کند که با استفاده از یک میدان مغناطیسی بتواند در نهایت به یک پمپ سوخت در محیط بی وزن منجر شود. نام فروسیال معرفی شد، فرایند بهبود یافت، مایعاتی با ویژگی مغناطیسی زیاد سنتز شدند، مایعات حامل افزوده کشف شد، شیمی فیزیک توسط R.E.Rosensweig و همکارانش روشن شد و همچنین روزنسویگ شاخه جدیدی از مکانیک سیالات را با نام فروهیدرددینامیک توسعه بخشید که تحقیقات نظری بیشتری را دربارهٔ پدیده‌های فیزیکی در فروسیالات ایجاد کرد.
فروسیالات از ذرات بسیار ریزی در مقیاس نانو (معمولا قطرشان ۱۰ نانومتر یا کمتر است) از مگنتیت، هماتیت یا برخی از دیگر ترکیبات آهن و یک مایع تشکیل شده‌است. این اندازه برای تحریک حرارتی تا حد کافی کوچک است تا بتواند آن هارا یکسان درون مایع حامل پراکنده کند. این شبیه روشی است که یون‌های موجود در محلول نمک پارامغناطیس آبی (همانند محلول آبی سولفات مس(||)یا کلرید منگنز(||))محلول را از نوع مغناطیسی می‌سازد.
ترکیب یک فروسیال معمولی از نظر حجم، حدود%۵ جامدات مغناطیسی، %۱۰ سورفاکتانت و%۸۵ حامل می‌باشد.
ذرات موجود در فروسیالات در یک مایع پراکنده می‌شوند (اغلب از سورفاکتانت استفاده می‌شود) و بنابر این فروسیالات سوسپانسیون کلوئیدی هستند (موادی با خواص بیش از یک حالت ماده). در این حالت، دو حالت ماده، فلز جامد و مایع موجود در آن است. این توانایی تغییر فازها با استفاده از یک میدان مغناطیسی سبب می‌شود تا فروسیالات به عنوان مهر و موم و روان‌کننده استفاده شوند.
فروسیالات حقیقی پایدار هستندو این بدان معنا است که ذرات جامد حتی در میدان‌های مغناطیسی بسیار قوی تشکیل توده یا فاز جداگانه نمی‌دهند. اگرچه، سورفاکتانت‌ها با گذشت زمان درهم شکسته می‌شوند و در نهایت ذرات نانو تجمع می‌یابند و از هم جدا خواهند شد.
فروسیالات در دمایی به اندازه کافی بالا، معروف به دمای کوری، خواص مغناطیسی خود را از دست می‌دهند.

## ناپایداری در میدان عمودی
وقتی این شاره در یک میدان مغناطیسی عمودی قوی (با مقادیر خاصی) قرار می‌گیرد، سطح آن به شکل الگوی منظمی از قله‌ها و دره‌ها در می‌آید. این پدیده به ناپایداری میدان عمودی ((به انگلیسی: Normal-field instabilit)) یا روزنسویگ معروف است. این ناپایداری توسط میدان مغناطیسی حفظ می‌شود و می‌توان نشان داد که در این حالت قرارگیری سطح مایع، انرژی کل آن کمینه است.
هنگام قرارگیری در این حالت و ایجاد دره‌ها و قله‌ها و کاهش انرژی مغناطیسی، برای بالارفتن بخش‌هایی از مایع از دره‌ها و هم چنین افزایش سطح سیال، انرژی ناشی از کشش سطحی و نیز انرژی پتانسیل گرانشی سامانه افزایش می‌یابد، اما به ازای یک شدت بحرانیِ میدان مغناطیسی اعمال شده، کاهش انرژی مغناطیسی بر افزایش انرژی‌های گرانشی و کشش سطحی غلبه می‌کند و انرژی کل سامانه کمینه و مطلوب می‌گردد.
فروسیالات حساسیت مغناطیسی فوق‌العاده بالایی دارند و میدان مغناطیسی بحرانی برای شروع شکل‌گیری موجی توسط یک آهن‌ربای میله ای کوچک هم محقق می‌شود.

## سورفاکتانت‌های رایج در فروسیالات
سورفاکتانت‌های صابونی مورد استفاده برای پوشاندن نانوذرات (محدود به موارد زیر نیست):
- اسید اولئیک
- تترا متیل آمونیوم هیدروکسید
- اسید سیتریک
- لسیتین

این سورفاکتانت‌ها از تجمع نانوذرات جلوگیری می‌کنند و بنا بر این ذرات نمی‌توانند به شکل توده ای مغناطیسی در نزدیکی آهن‌ربا در آیند. ذرات موجود در یک فروسیال ایده‌آل، هرگز در معرض یک میدان مغناطیسی قوی نشست نخواهند کرد.
یک سورفاکتانت دارای سر و دم به ترتیب قظبی و غیر قظبی (یا برعکس) است که یکی از آن‌ها به نانو ذره جذب می‌شود و بخش دیگر به ماده واسطه حامل ذرات متصل می شودو یک میسل معکوس یا منظم شکل می‌دهد. و بدین ترتیب در اطراف ذره، دافعه الکترواستاتیک مانع تجمع ذرات می‌شود.
اگرچه سورفاکتانت‌ها در جلوگیری از نشست ذرات در فروسیالات سودمند هستند ولی از خواص مغناطیسی سیال (به ویژه اشباع مغناطیسی) جلوگیری می‌کنند. افزودن سورفاکتانت‌ها (هر ذره خارجی دیگر) موجب کاهش تراکم فشرده سازی فروذرات در حالت فعال شده می‌شود، بنابراین ویسکوزیته سیال را کاهش می‌دهد و یک مایع فعال "نرم تر" نتیجه می‌دهد. اگرچه ویسکوزیته("سختی" سیال فعال) در برخی از کاربردهای فروسیال نگران کننده نیست این یک ویژگی اصلی فروسیال در کاربردهای تجاری و صنعتی آن است و بنا بر این باید هنگام بررسی ویسکوزیته در برابر سرعت ته‌نشینی، سازش و توازنی ایجاد شود.

## ابزارهای الکترونیکی
از فروسیالات در تشکیل مهر و موم‌های مایع در اطراف شفت(محور)‌های محرک چرخشی در دیسک‌های سخت استفاده می‌شود. شفت چرخان توسط آهن‌رباها احاطه شده‌است. مقدار کمی از فروسیال در شکاف بین آهن‌ربا و شفت قرار می‌گیرد و با جاذبه آهن‌ربا در جای خود ثابت می‌شود. سیال سدی شکل می‌دهد که از ورود گرد و… به داخل دیسک جلوگیری می‌کند.

## مهندسی مکانیک
فروسیالات دارای قابلیت کاهش اصطکاک هستند. اگر روی سطح یک آهن‌ربای به اندازه کافی قوی به کار برده شود، می‌تواند باعث سر خوردن آهن‌ربا در سطوح صاف با کمترین مقاومت شود.
از فروسیالات می‌توان در میراگرهای نیمه فعال در کاربردهای مکانیکی و هوافضا استفاده کرد. در حالی که میراگرهای غیرفعال معمولاً حجیم تر هستند و برای یک منبع ارتعاش خاص طراحی شده اندو میراگرهای فعال انرژی بیشتری مصرف می می‌کنند، میراگرهای مبتنی بر فروسیالات هر دو مسئله را حل می‌کند و در جامعه هلیکوپترها که با اینرسی بزرگ و ارتعاشات آیرو دینامیکی سر و کار دارد، محبوب می‌شود.

## پژوهش‌های علم مواد
با استفاده از تکنیک توسعه یافته توسط فرانسیس بیتر، می توان از فروسیالات برای تصویر برداری ساختارهای حوزه مغناطیسی در سطح مواد فرومغناطیسی استفاده کرد.

## بلند گوها
از سال ۱۹۷۳، از فروسیالات دردر بلندگوها استفاده می‌شود تا گرما را از سیم پیچ صدا خارج کرده و حرکت مخروط را بدون مقاومت میرا کند. آن‌ها در شکاف هوای اطراف سیم پیچ صدا قرار دارند که توسط آهن‌ربای بلند گو نگه داشته می‌شوند. از آن جا که فروسیالات پارامغناطیسی هستند، از قانون کوری پیروی کرده و در دماهای بالاتر کمتر مغناطیسی می‌شوند. آهن‌ربای قوی ای که در نزدیکی سیم پیچ صدا قرار دارد (که گرما تولید می‌کند) فرومایعات سرد را بیشتر از فرومایعات گرم جذب می‌کند، درنتیجه فروسیال گرم شده را از سیم پیچ صدا دور می‌کند و به سمت یک چاه حرارتی(Heat sink) هدایت می‌کند. این یک روش خنک سازی نسبتاً کارامد است که نیازی به ورودی انرژی اضافی ندارد.
باب برکویتس(Bob Berkowitz)در سال ۱۹۷۲ مطالعه فروسیال را آغاز کرد و از آن برای کاهش رزونانس توییتر (بلندگوی دارای صدای ناهنجار) استفاده کرد.
دانا هاتاوی در سال ۱۹۷۴ در حالی که از فروسیالات برای میرایی توییتر استفاده می‌کرد متوجه مکانیسم خنک سازی آن شد.
پاناسونیک در سال ۱۹۷۹ اولین تولیدکننده آسیایی بود که از فروسیالات در بلندگوهای تجاری استفاده کرد.
این موضوع در سال ۱۹۸۰ به سرعت رشد کرد.
امروزه سالانه حدود ۳۰۰ میلیون مبدل تولیدکننده صدا با فروسیال کاربردی در ساخت آن تولید می‌شود. از جمله بلندگوهای نصب شده در لپ تاپ‌ها، تلفن‌های همراه، هدفون‌ها و ایر پادهاو .. .

## جداسازی سلولی
فروسیالات کاربردهایی در زمینه سلول درمانی، ژن درمانی، ساخت سلول و … دارند.
- در پزشکی: در تشخیص بیماری‌هایی نظیر سرطان با استفاده از ام‌آرآی کاربرد دارد.
- در ساخت سیل‌های مکانیکی با سیال‌های مغناطیسی و همچنین در ساخت کوپلینگ‌های انعطاف‌پذیر نیز کاربرد دارند.

- مایع مغناطیسی
- مگنتو هیدرودینامیک
- پلاسما (فیزیک)
- مکانیک شاره‌ها
- مکانیک محیط‌های پیوسته

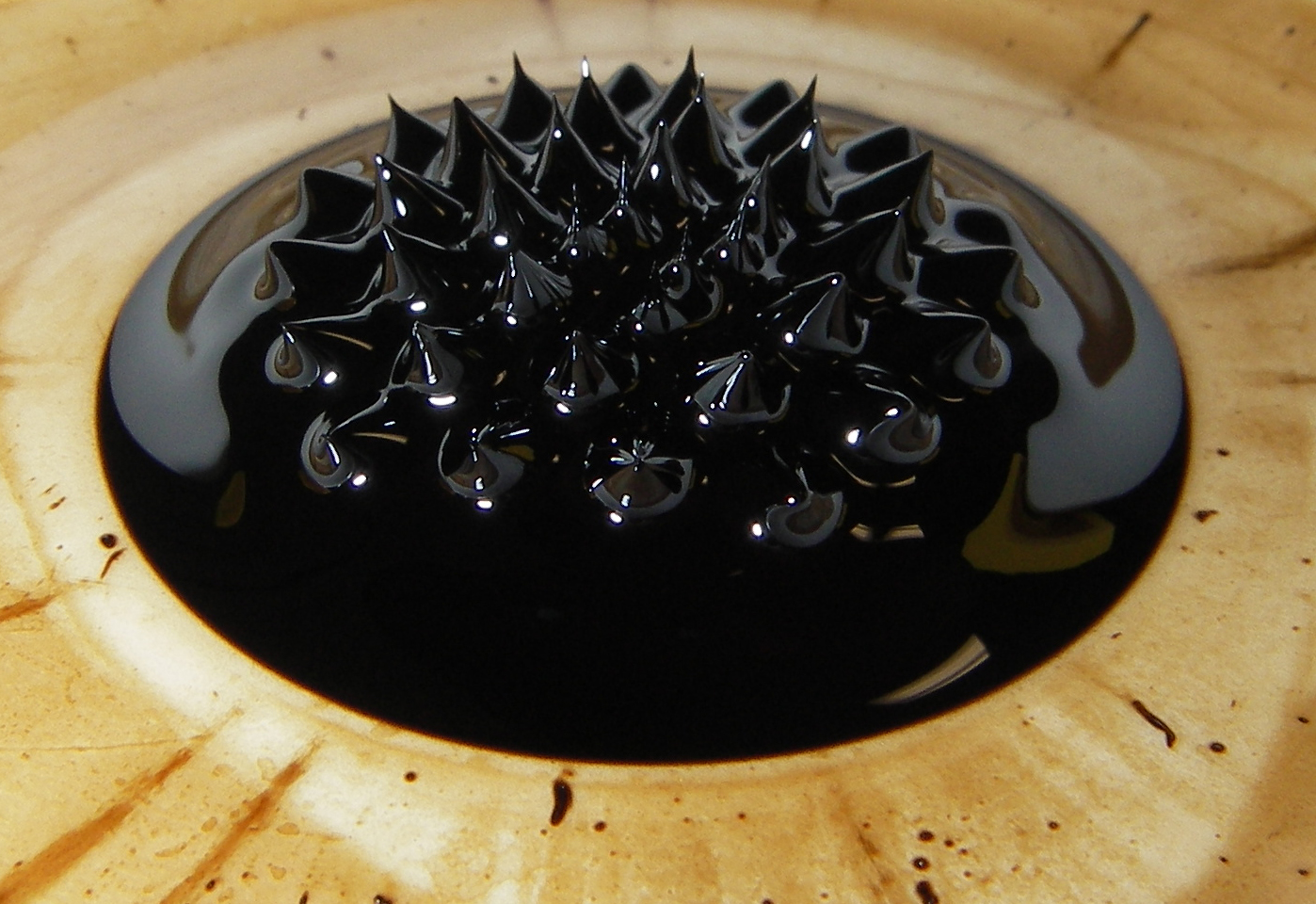
ناپایداری میدان عمودی هنگام قرارگیری در میدان مغناطیسی.مغناطیس نئودیمیم در زیر آن قرارگرفته‌است.
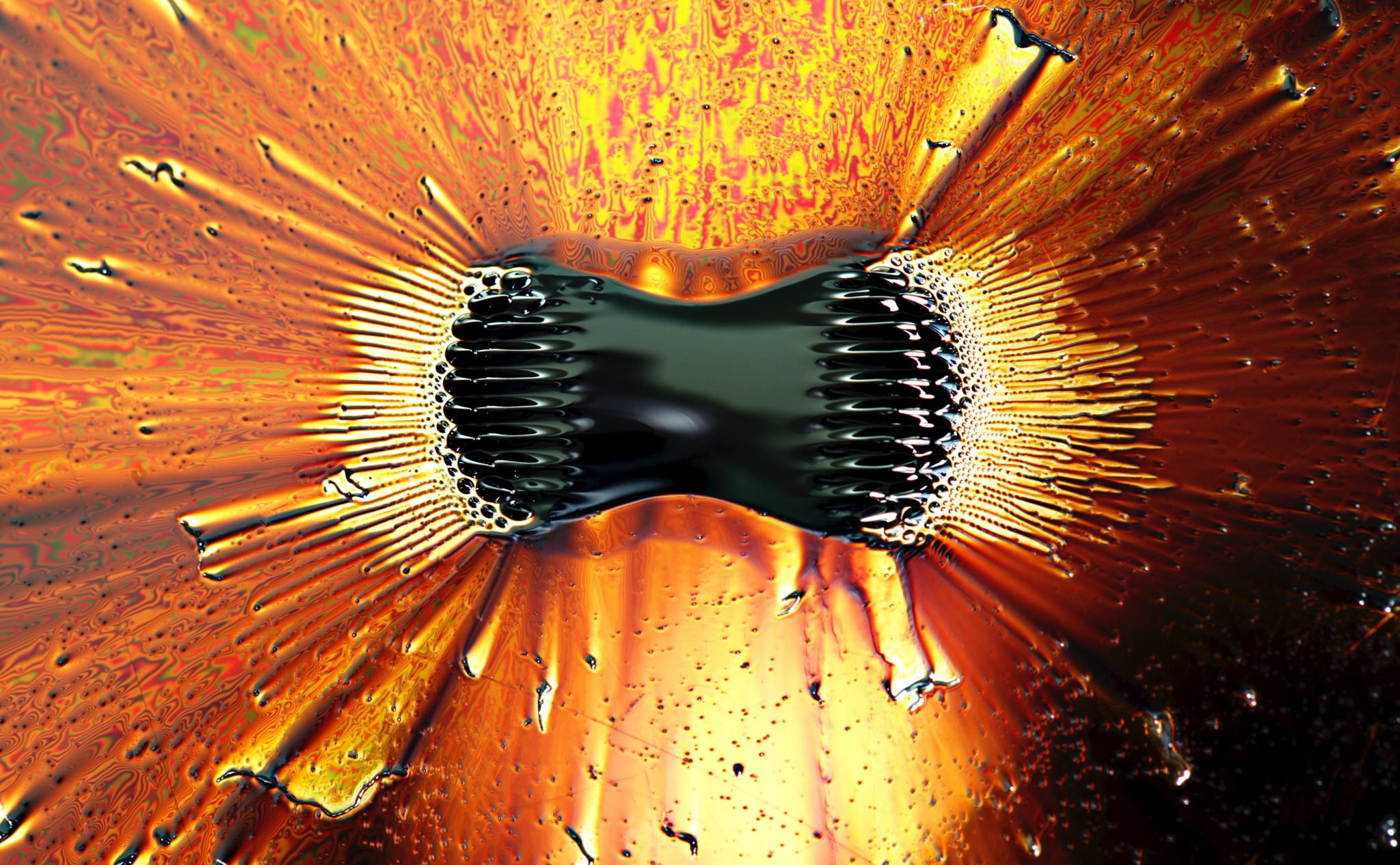
قطب‌های فروفلوئید
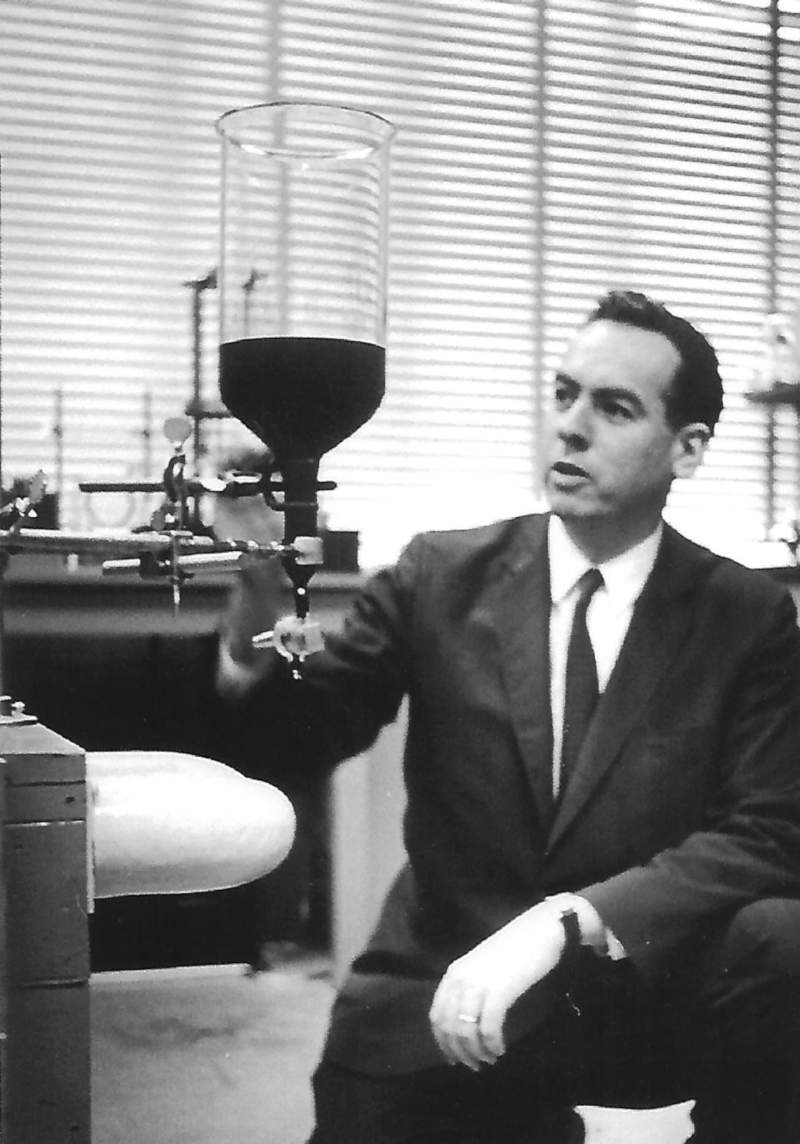
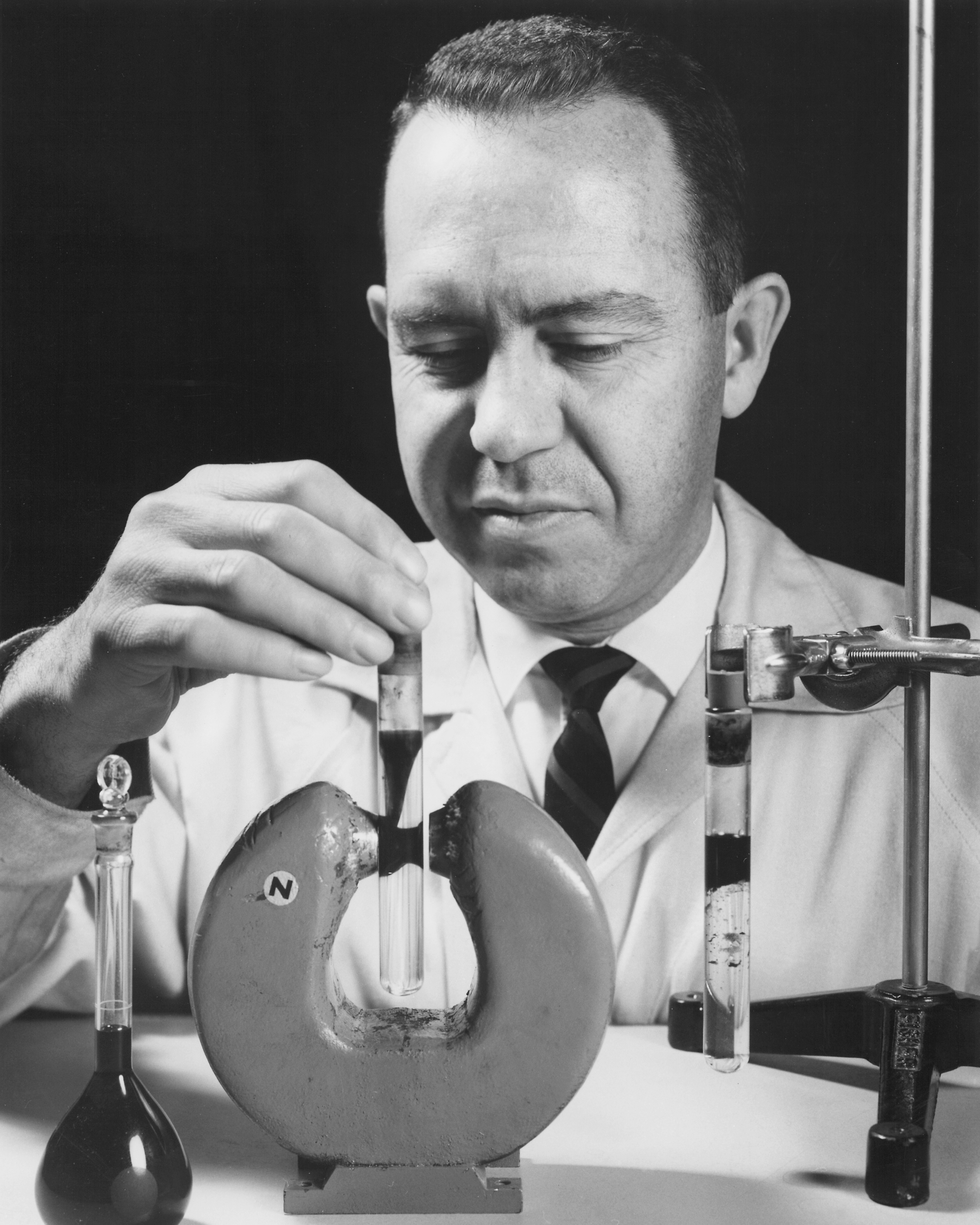

- How ferrofluid works video
- A comparison of ferrofluid and MR fluid (at the bottom of the page)
- Chemistry comes alive: Ferrofluid
- Research project about ferrofluides
- Flow behavior of ferrofluids
- MIT Explores Ferrofluid Applications[پیوند مرده]
- Ferrofluid Sculptures by Sachiko Kodama (Google Video) بایگانی‌شده  در ۵ اوت ۲۰۰۶ توسط Wayback Machine
- Daniel Rutter has some fun with Ferrofluid
- High pressure valve
- Ferrofluid Sculptures FLYP Media video story on Sachiko Kodama, an artist who works with ferrofluid.
- Liquid seal for Sterling piston (video)
- Dynamic Etalon utilizing ferrofluid- image gallery, references, published papers
- FerroFluid Synthesis
- Interdisciplinary education group: Ferrofluids (contains videos and a lab for synthesis of ferrofluid)
- Synthesis of an Aqueous Ferrofluid — instructions in PDF and DOC format

1. ↑  T. Albrecht; C. Bührer;  et al. (1997). "First observation of ferromagnetism and ferromagnetic domains in a liquid metal (abstract)". Applied Physics a Materials Science & Processing. Applied Physics A: Materials Science & Processing. ۶۵ (۲): ۲۱۵. Bibcode:1997ApPhA..65..215A. doi:10.1007/s003390050569. {{cite journal}}: Unknown parameter |author-separator= ignored (help)نگهداری یادکرد:نام‌های متعدد:فهرست نویسندگان (link)
2. ↑  Rosensweig, R.E. (1997), Ferrohydrodynamics, Dover Books on Physics, Courier Corporation, ISBN 978-0-486-67834-4
3. ↑  Shliomis, Mark I. (2001), "Ferrohydrodynamics: Testing a third magnetization equation", Physical Review, 64 (6): 060501, arXiv:cond-mat/0106415, doi:10.1103/PhysRevE.64.060501, PMID 11736163, S2CID 37161240
4. ↑  Gollwitzer, Christian; Krekhova, Marina; Lattermann, Günter; Rehberg, Ingo; Richter, Reinhard (2009), "Surface instabilities and magnetic soft matter", Soft Matter, 5 (10): 2093, arXiv:0811.1526, doi:10.1039/b820090d, S2CID 17537054
5. ↑  Singh, Chamkor; Das, Arup K.; Das, Prasanta K. (2016), "Flow restrictive and shear reducing effect of magnetization relaxation in ferrofluid cavity flow", Physics of Fluids, 28 (8): 087103, doi:10.1063/1.4960085
6. ↑  Helmenstine, Anne Marie. "How to Make Liquid Magnets". ThoughtCo. Archived from the original on 3 February 2007. Retrieved 2018-07-09.
7. ↑  Andelman & Rosensweig, pp. 20–21.
8. ↑  Andelman & Rosensweig p. 21
9. ↑  Mee, C D (1950-08-01). "The Mechanism of Colloid Agglomeration in the Formation of Bitter Patterns". Proceedings of the Physical Society, Section A. 63 (8): 922. Bibcode:1950PPSA...63..922M. doi:10.1088/0370-1298/63/8/122. ISSN 0370-1298.
10. ↑  Rlums, Elmars (1995). "New Applications of Heat and Mass Transfer Processes in Temperature Sensitive Magnetic Fluids" (PDF). Brazilian Journal of Physics. 25 (2).
11. ↑  https://www.czferro.com/ferrofluid-history